# Loxandrus micaus
Loxandrus micaus är en skalbaggsart som beskrevs av Chaudior. Loxandrus micaus ingår i släktet Loxandrus och familjen jordlöpare. Inga underarter finns listade i Catalogue of Life.